# Grup de l'epsomita
El grup de l'epsomita és un grup de minerals de la classe dels sulfats. Està format per sulfats de metall (II) heptahidratats i ortoròmbics amb la fórmula general M SO₄·7H₂O, en què M = Mg, Ni o Zn. El grup està format per tres espècies: epsomita, goslarita i morenosita, les quals formen sèries de solució sòlida completes. Un suposat terme extrem de Fe seria la tauriscita.
| Espècie    | Fórmula    |
| ---------- | ---------- |
| Epsomita   | MgSO₄·7H₂O |
| Goslarita  | ZnSO₄·7H₂O |
| Morenosita | NiSO₄·7H₂O |

Totes tres espècies han estat trobades als territoris de parla catalana. La morenosita va ser descrita a la mina Eugenia (Bellmunt del Priorat, Tarragona) pel professor Folch però anàlisi posteriors van determinar que les mostres havien de ser catalogades com honessita i jamborita.